# Viadukt Wiesen
 Viadukt Wiesen (nemško Wiesener Viadukt) je enotirni železniški viadukt, narejen iz betonskih blokov obložen s kamnom. Razteza se čez reko Landwasser jugozahodno od zaselka Wiesen, v kantonu Graubünden v Švici.
Zasnoval ga je takrat glavni inženir Retijske železnice, Henning Friedrich, zgrajen je bil med letoma 1906 in 1909. Izvajalec je bil G. Marasi (Westermann & Cie, Zürich) pod nadzorom P. Salaz in Hans Studer (RhB). Retijska železnica ga ima še vedno v lasti in ga redno uporablja.

## Lokacija
Viadukt Wiesen je del železniškega odseka Davos-Filisur med Wiesenon in Filisurjem. Stoji le 300 metrov jugozahodno od Wiesenske železniške postaje. Na južni strani je ločen hodnik za pešce in omogoča dostop do Filisurja. Na zahodnem koncu viadukta je nedelujoče Hippsche obračalno kolo - zgodovinska železniška signalizacija.

## Zgodovina
Konstrukcijo je oblikoval takrat glavni inženir pri Retijski železnici, Henning Friedrich. Gradnja se je začela oktobra 1906, pod vodstvom drugega inženirja, Hansa Studerja. Z uvedbo železniške linije Davos-Filisur julija 1909 je viadukt začel obratovati. Gradnja je stala skupaj 324.000 švicarskih frankov.
Opaž, ki se je uporabljal za gradnjo viadukta je zasnoval G. Marasi, uporabljeno je bilo okoli 500 kubičnih metrov lesa, zgradil ga je tesar iz Graubündena, Richard Coray.
Leta 1926 je viadukt navdihnil slikarja Ernsta Ludwiga Kirchnerja, da je naslikal delo Brücke bei Wiesen.

## Tehnični podatki
Viadukt Wiesen je 88,9 m visok in 210 metrov dolg. Njegov glavni razpon meri 55 metrov in je širok le 3,7 m, zaradi česar je med najdaljšimi glavnimi razponi zidanih mostov.
Zahodno od glavnega razpona sta dva loka, vsak razpetine 20 metrov. Vzhodno od glavnega razpona so še štirje loki, vsak od njih tudi z razponom 20 metrov.
Te tehnične značilnosti delajo viadukt Wiesen za največjega na Retijski železnici v kamnu in drugi najdaljši most.

## Galerija
- Ge 4/4 I št. 608 in vagoni BDt št 1721,prečka viadukt.
- Vlak prečka viaduct, v ospredju nedelujoče Hippsche obračalno kolo.
- Pogled na viaduct iz Jenisbergstrasse.